# Tilly Smith
Tilly Smith (1994) is een Britse vrouw die op 10-jarige leeftijd honderden toeristen van de dood heeft gered op het Maikhao Beach, op het Thaise eiland Phuket, door een paar minuten voor de dodelijke tsunami van 26 december 2004 alarm te slaan. 

## Levensloop
Tijdens een aardrijkskundeles op school in Oxhott, Surrey, had ze twee weken voor het toeslaan van de ramp voortekenen geleerd van een tsunami. Tilly liep op 26 december 2004 over het strand toen ze de voortekenen van een tsunami herkende, zoals een zich plotseling terugtrekkende zee, bellen op het water en knetterend schuim. Ze waarschuwde toen direct het hotel, dat alle badgasten van het strand haalde. Daardoor was het strand Maikhao een van de weinige op Phuket waar de tsunami geen slachtoffers maakte.